# Уилфред (телесериал)
«Уилфред» (англ. Wilfred) — американский сериал, снятый в жанре чёрная комедия. Сериал базируется на одноимённом австралийском сериале канала SBS One. Первая серия американского сериала, адаптированного каналом FX, была показана 23 июня 2011 года. В главных ролях снялись Элайджа Вуд и один из создателей сериала Джейсон Гэнн, сыгравший собаку по кличке Уилфред.

## Сюжет
Райан, закомплексованный и отчуждённый молодой человек, после неудачной попытки самоубийства начинает видеть соседского пса Уилфреда как одетого в дешевый нарочито-собачий костюм австралийского парня. Уилфред сразу же начинает влиять на жизнь Райана, мотивируя его на решительные действия и перемены в себе; если же Райан отказывается сотрудничать, то Уилфред превращает его жизнь в ад, чтобы в итоге «причинить ему добро». На протяжении сериала герои бесчисленное множество раз ссорятся, но каждый раз остаются лучшими друзьями. Вместе они пытаются выяснить, является ли Уилфред галлюцинацией Райана, некой проекцией его тёмного супер-эго или же он — волшебное существо. Ответ на этот вопрос дается в 4-м сезоне сериала. Благодаря необычному другу Райан пытается разобраться в себе, постепенно побеждает свою нерешительность и совершает поступки, на которые раньше не был способен. Тем не менее почти в каждой серии Райан продолжает употреблять наркотические вещества (в основном марихуану при помощи бонга) и алкоголь и от этой пагубной привычки так и не избавляется. Он пытается построить отношения с хозяйкой пса Дженной, но она этого долгое время не замечает, а позже проникается ответным чувством, но бежит от себя. Также у него на протяжении большей части сериала нет работы и сложные отношения с матерью и сестрой, которые страдают от собственных психологических проблем.
В сериале есть один персонаж, который тоже видит Уилфреда как человека. Один раз встречается другая собака с той же особенностью. И один раз Уилфред показан действительно как собака.
Каждая серия раскрывает одно определённое человеческое качество или порок, имеет соответствующее название и начинается с цитаты по данной теме.

## В ролях
- Элайджа Вуд — Райан Ньюман.
- Джейсон Гэнн — Уилфред Фацио Мюллер, пёс Дженны.
- Фиона Габелманн — Дженна Мюллер, привлекательная соседка Райана и хозяйка Уилфреда.
- Дориан Браун — Кристен Ньюман, старшая сестра Райана.

### Второстепенный состав
- Итан Сапли — Спенсер, грубый сосед Райана (2 серии, 1 сезон).
- Крис Клейн — Дрю, парень Дженны.
- Дуайт Йокам / Уильям Болдуин — Брюс, загадочный мужчина из прошлого Уилфреда.
- Джерри Бедноб — Мистер Патель, сосед Райана индийского происхождения (1 и 3 сезоны).
- Жан-Поль Ману — Лео, муж Кристен (1 сезон).
- Чип Истен — Ник (2 серии, 1 сезон).
- Мэри Стинберджен / Мими Роджерс — Кэтрин Ньюман, мать Райана и Кристен.
- Дэймон Херриман — Джесс
- Нестор Карбонель — Доктор Артуро Реймос, босс и любовник Кристен (1,2 и 4 сезоны).
- Эллисон Мэк — Аманда, девушка Райана (2 и 4 сезоны).
- Стивен Уэбер — Джереми, босс Райана (2 сезон).
- Роб Риггл — Кевин, сотрудник Райана (2 сезон).
- Юджин Бирд — Джеймс, лучший друг Райана и сотрудник юридической фирмы Генри Ньюмана (2 сезон).
- Кристен Шаал — Энн, сожительница Райана (3 сезон).
- Джеймс Ремар — Генри Ньюман, отец Райана и Кристен (3-4 сезоны).
- Гарриэт Сэнсом Гаррис — Лонни Голдсмит (4 сезон).
- Рутгер Хауэр — Доктор Граммонс (4 сезон).
- Тобин Белл — Чарльз (4 сезон).

## Производство

### Разработка
«Уилфред» основан на одноимённом австралийском телесериале, выходившем в период с 2007 по 2010 годы. Американская версия адаптирована для телеканала FX и спродюсирована одним из авторов «Гриффинов» Дэвидом Цукерманом.

### Актёры
Об участии Элайджи Вуда в сериале было объявлено 29 июня 2010 года. Сыгранный Вудом персонаж, Райан Ньюман, был описан как «интровертный молодой человек, который безуспешно борется, чтобы найти своё место в мире до тех пор, пока не знакомится с соседским псом Уилфредом». Один из создателей сериала Джейсон Гэнн вернулся к роли Уилфреда. Дэвид Цукерман описал героя как «породистого пса с помесью лабрадора ретривера и Рассела Кроу в запое». Фиона Габелманн сыграла Дженну, соседку Райана и хозяйку Уилфреда, работающую репортёром в местной службе новостей. Дориан Браун выступила в роли Кристен, старшей сестры Райана. Об её участии стало известно в декабре 2010 года.

### Съёмки
Основные съёмки сериала проходили в Лос-Анджелесе. Для съёмок пилотной серии «Уилфреда» использовалась зеркальная фотокамера Canon 7D с применением метода трёхкамерной съёмки. Остальные серии снимались на Nikon D800.

## Эпизоды
| Сезон | Сезон | Эпизоды | Оригинальная дата показа | Оригинальная дата показа | Телеканал |
| Сезон | Сезон | Эпизоды | Премьера сезона          | Финал сезона             | Телеканал |
| ----- | ----- | ------- | ------------------------ | ------------------------ | --------- |
|       | 1     | 13      | 23 июня 2011             | 8 сентября 2011          | FX        |
|       | 2     | 13      | 21 июня 2012             | 20 сентября 2012         | FX        |
|       | 3     | 13      | 20 июня 2013             | 5 сентября 2013          | FX        |
|       | 4     | 10      | 25 июня 2014             | 13 августа 2014          | FXX       |